# 塞尔吉奥·奥尔特加·阿爾瓦拉多
塞尔吉奥·奥尔特加·阿尔瓦拉多（西班牙語：Sergio Ortega Alvarado）（1938 年 2 月 2 日 - 2003 年 9 月 15 日），是智利作曲家、钢琴家、左翼社會運動者，歌曲《我们定会胜利》、《團結人民之歌》的詞曲作者，新民歌運動推动者。